# Petäjäjärvi (sjö i Ranua, Lappland)
Petäjäjärvi är en sjö i kommunen Ranua i landskapet Lappland i Finland. Sjön ligger 150,9 meter över havet. Arean är 1,41 kvadratkilometer och strandlinjen är 6,91 kilometer lång. Sjön  ingår i Ijo älvs huvudavrinningsområde.   Den ligger omkring 86 kilometer sydöst om Rovaniemi och omkring 640 kilometer norr om Helsingfors. 